# 養老溪谷站

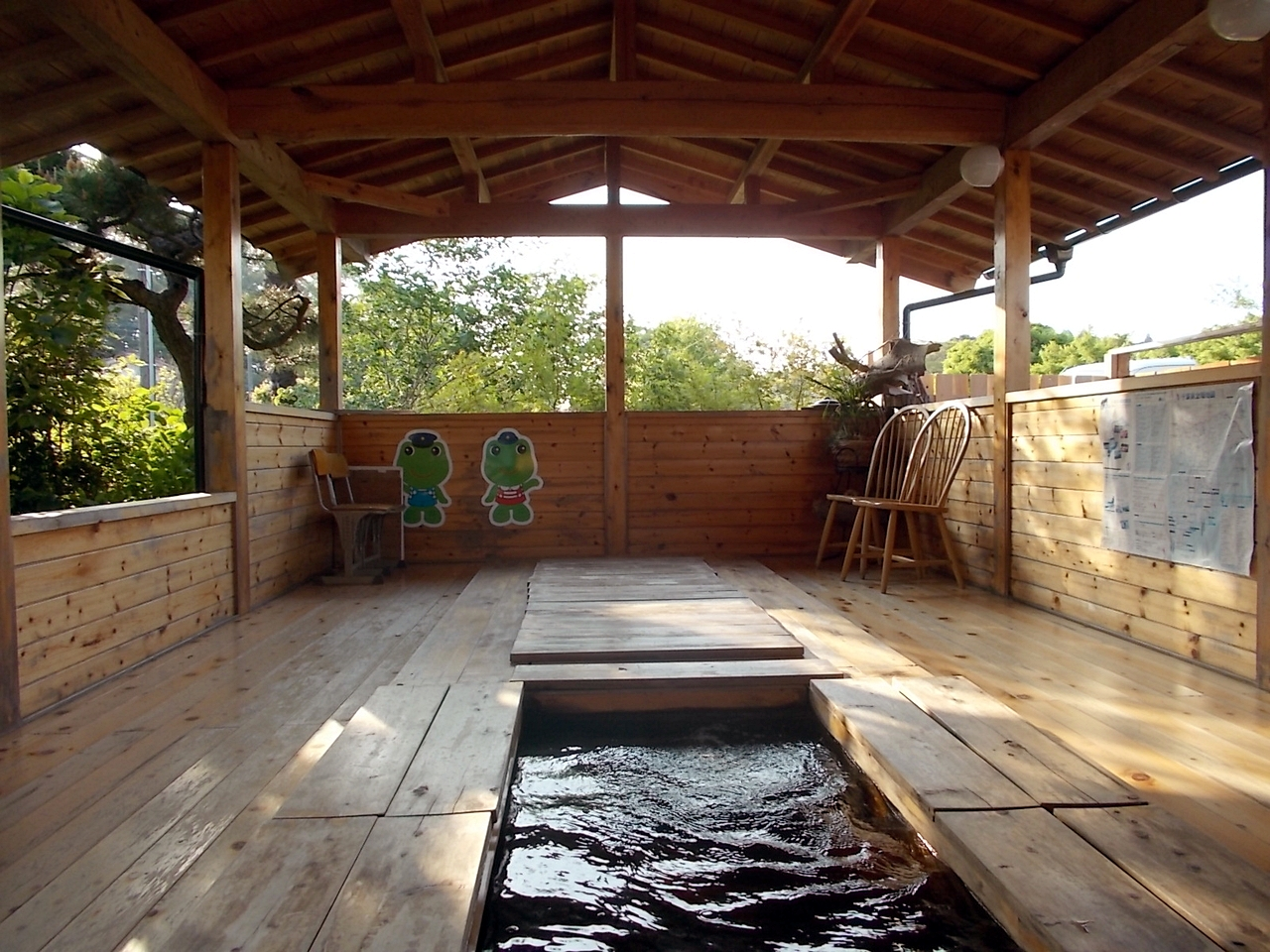
養老溪谷站足湯、養老溪谷溫泉（2013年4月26日）

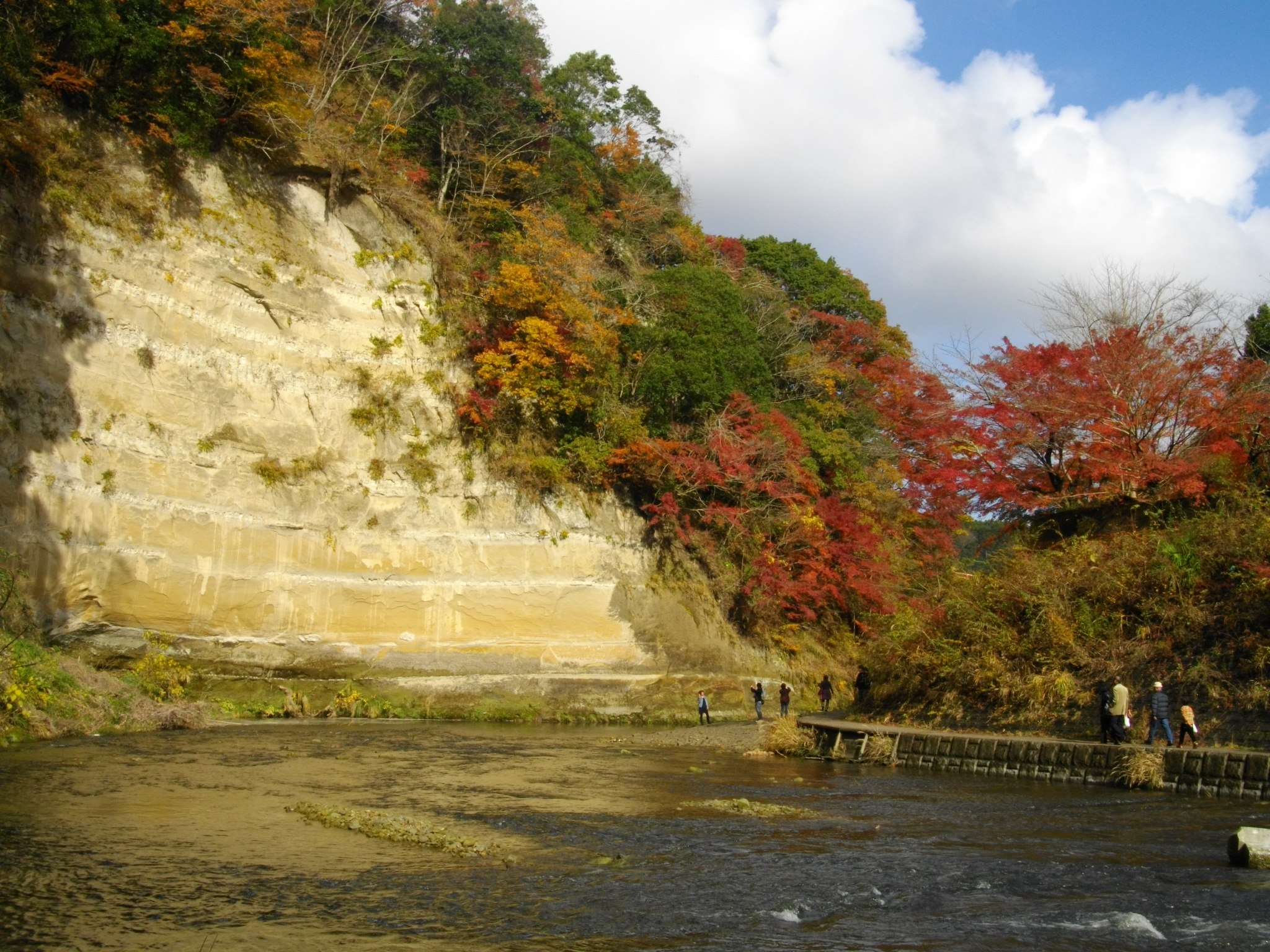
養老溪谷中瀨步行道

養老溪谷站（日语：／ Yōrō-Keikoku eki */?）是位於千葉縣市原市朝生原，小湊鐵道的小湊鐵道線車站。本站是觀光列車「房總里山Torocco」的南端終點站，也是部份區間普通車的終點站。站房與線道內多個地點於2017年被納入為國家登錄有形文化財。

## 車站構造

### 站房
建有由木所搭成的單層站房一座，出入口位於左側，進站後即為候車大堂及驗票口，設置了三張木長櫈及單張架；右側為驗票口及站務室，日間有站員駐守，除了處理票務外，亦有售賣紀念品。然而，本站雖然每日的使用量超過100人，但是卻沒有設置自動售票機。通過驗票口，再步上兩級樓梯後便進入月台的範圍。
站房前設有以舊枕木鋪設步道的小公園（見下述），左側建有男、女專用的洗手間；右側則設有售賣小食的小屋及由車站開設的足湯場。足湯場於2006年設置，可讓鐵路使用者和車站停車場使用者免費使用，其他人士則需購買車站入場券後才可使用。

### 月台
現時只使用站房旁的側式月台，月台長約60米，有效長度為3輛。列車不可在此站進行交會，不過由於本站至上總中野站間每天只有7班來回列車，就算列車以本站為終點站，亦不會對車務做成任何影響。又由於自里見站起至上總中野站皆為單線路段，當「房總里山Torocco」號折返時，會使用最後一節客車中的駕駛室駛回五井站，原來的機車車頭變成列車的末端。
過往除側式月台外，外側亦設有一座島式月台，長度為約40米，有效長度為2輛，月台兩側的路軌仍然保留，月台上仍然保留車站站牌，但兩端的轉轍器則已經被拆去。至於位於站房右側、原供貨物車輛停置的側線也獲得保留，現時用作保線車輛停泊及放置後備路軌等物資。列車靠站時，往上總中野為左側上落，往五井方向為右側上落。
在驗票口旁豎立了一座以石所製成的鼠雕像「Kihachū」（キハチュー），於2008年設置，有傳是因為車站附近的民居多養有貓，因此特定在鼠年（2008年）時設置了這個鼠雕像來相映，不過有關說法，並未獲得考證。
| 路線        | 方向 | 前往               |
| ----------- | ---- | ------------------ |
| ■小湊鐵道線 | 上行 | 上總牛久、五井方向 |
| ■小湊鐵道線 | 下行 | 上總中野方向       |

站內（2010年11月27日）
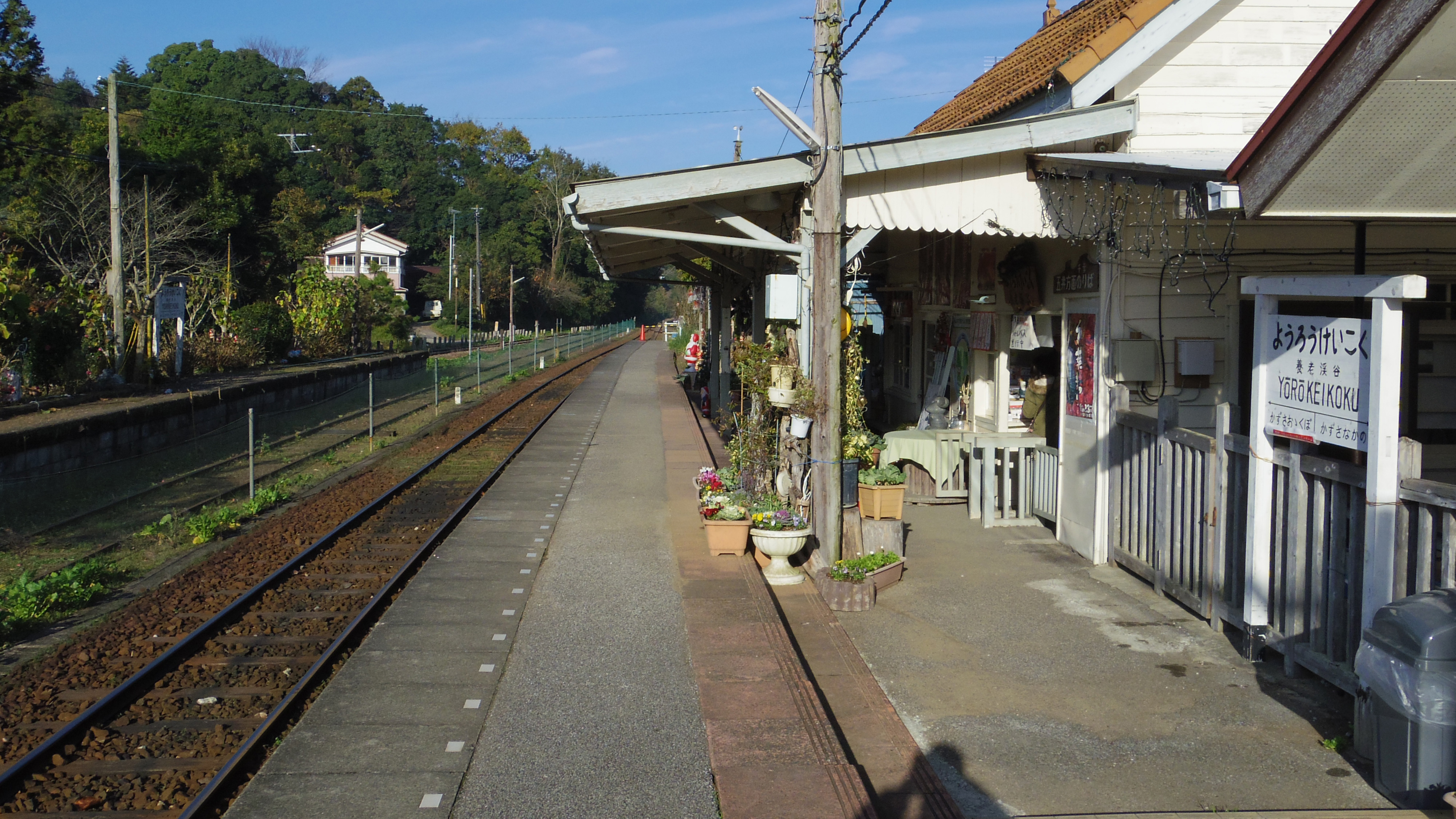
月台向西望（2015年11月29日）
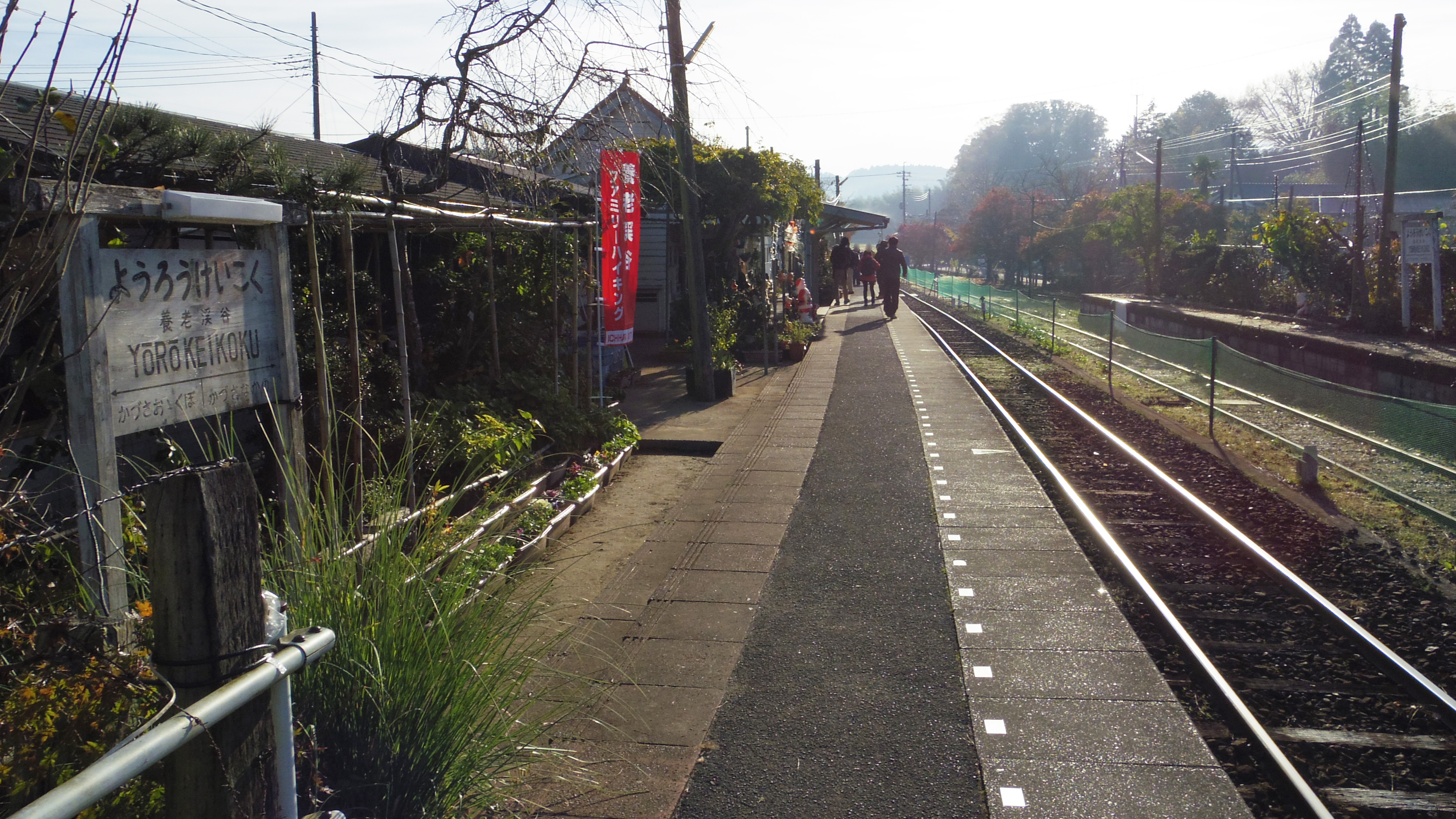
月台向東望（2015年11月29日）
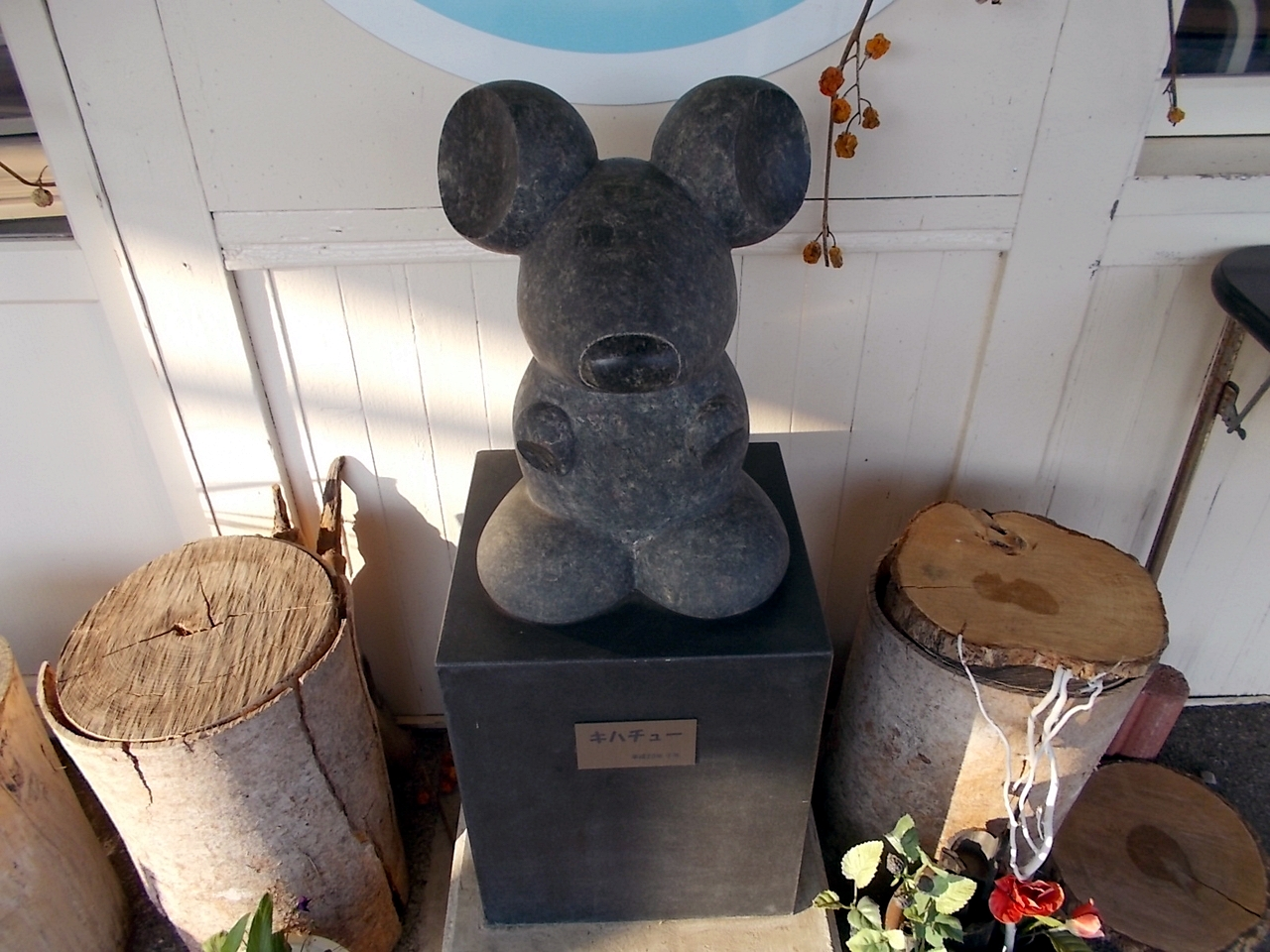
老鼠石像（2013年4月26日）

### 站前廣場
站房外一直設有站前廣場。2017年3月時，因着重舖車站廣場前的舊柏油路面，小湊鐵道打算順道將車站廣場進行「逆開發」，把原來供公共交通站及停車場、約2,000平方米的路面改成為供行人專用的綠色廣場，並大量植樹及其他植物，期間將原來的巴士站，遷移至廣場外側的千葉縣道81號上。後來經過修正，站房對出的空地改成為兩個小型的休憩區，放置了木長櫈、小花壇及植上十多棵樹木，同時保留站房外的沿有的車路，但只改為只供私家車或旅館專車上落客，至於原來巴士站，則重新安置至廣場中央的新停泊區，並且有專屬車路進入，位置上較為接近站房。該處原為空地。至於新的停車場，則設於足湯亭側的空地。

在紅葉季節時份，有許多觀光客到訪（2011年11月26日）
「逆開発」前的站前（2010年11月27日）

## 歷史
- 1928年5月16日：車站啟用[5]，開站時稱為「朝生原站」啟用。
- 1954年12月1日：車站改名為「養老溪谷站」[6]。
- 2008年4月26日：開設足湯。
- 2016年11月18日：站房及周邊設施申請成為國家登錄有形文化財（建造物）[7][8]。
- 2017年5月2日：「小湊鐵道養老溪谷站房」及附近「第四養老川橋樑」和「板谷隧道」被評為國家登錄有形文化財[9]。

## 使用狀況
以下為乘車人次變化列表：
| 乘車人次變化 | 乘車人次變化     | 乘車人次變化 |
| 年度         | 1日平均 乘車人次 | 參考資料     |
| ------------ | ---------------- | ------------ |
| 1986         | 297              | [ 統計 1 ]   |
|              |                  |              |
| 2005         | 125              | [ 統計 2 ]   |
| 2006         | 130              | [ 統計 3 ]   |
| 2007         | 118              | [ 統計 4 ]   |
| 2008         | 121              | [ 統計 5 ]   |
| 2009         | 112              | [ 統計 6 ]   |
| 2010         | 111              | [ 統計 7 ]   |
| 2011         | 99               | [ 統計 8 ]   |
| 2012         | 97               | [ 統計 9 ]   |
| 2013         | 107              | [ 統計 10 ]  |
| 2014         | 118              | [ 統計 11 ]  |
| 2015         | 116              | [ 統計 12 ]  |
| 2016         | 136              | [ 統計 13 ]  |
| 2017         | 151              | [ 統計 14 ]  |
| 2018         | 143              | [ 統計 15 ]  |
| 2019         | 93               | [ 統計 16 ]  |
| 2020         | 85               | [ 統計 17 ]  |
| 2021         | 33               | [ 統計 18 ]  |
| 2022         | 122              | [ 統計 19 ]  |

## 車站周邊

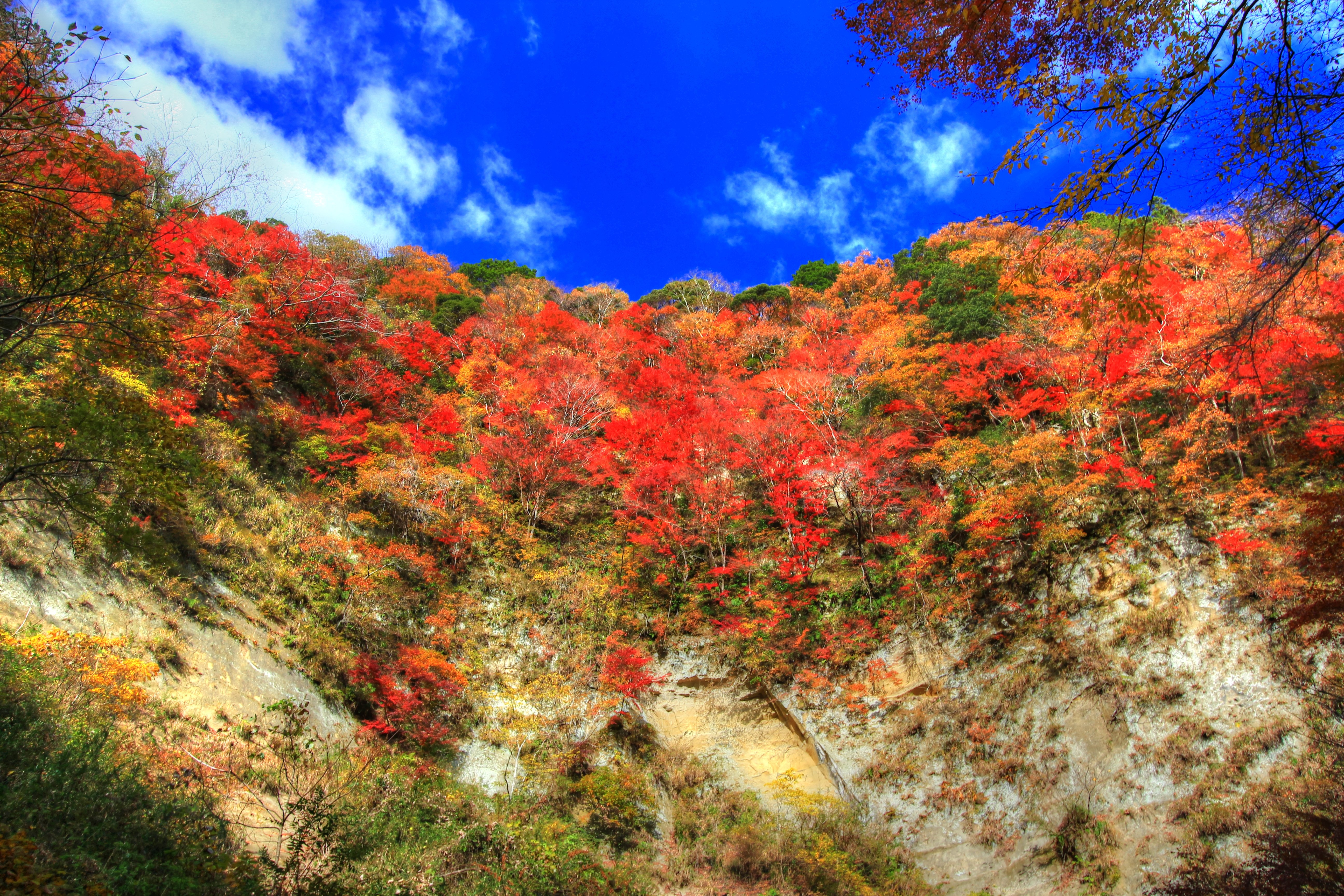
梅瀨溪谷

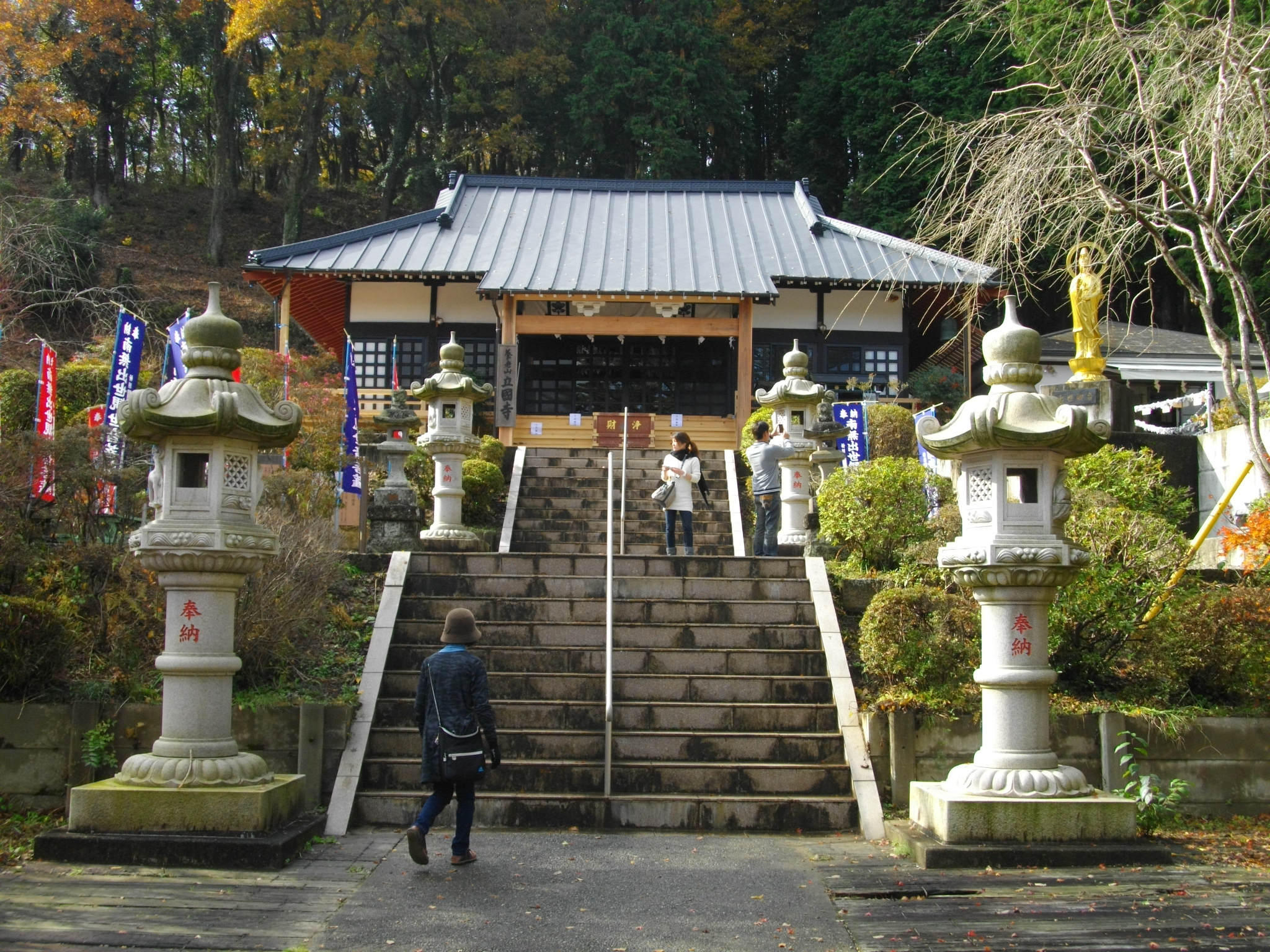
立國寺（出世觀音）

車站南邊為千葉縣立養老溪谷奧清澄自然公園區域。此站附近為以養老溪谷溫泉和溪谷的紅葉季節為中心的旅遊景點。沿千葉縣道81號市原天津小湊線上設有旅館和土產店。在春天可在該處看到杜鵑花和日本紫藤，在秋天可看見紅葉。在該處設有步行道（遠足路線）和橋樑。在養老溪谷的紅葉而聞名的粟又瀑布距離此站約7公里（約1小時30分鐘），在養老川上設有步行道和散步路線，包括了中瀨步行道及粟又瀑布自然步行道。在養老川上流可看見粟又瀑布、千代瀑布、萬代瀑布、昇龍瀑布，因此又名為瀑布之旅步行道。另外車站西北約650米外的「石神油菜花田」則為鐵路拍攝著名地點。以上地方大都可以在站前的巴士站乘坐巴士前往，但班次較為疏落。在紅葉季節，於星期六、日及假日，設有前往粟又瀑布方向和梅瀨溪谷方向的穿梭巴士服務。

### 養老溪谷站外的巴士服務
| 乘車處     | 系統 | 主要途經                 | 目的地     | 巴士公司 | 備註                   |
| ---------- | ---- | ------------------------ | ---------- | -------- | ---------------------- |
| 養老溪谷站 | 養01 | 養老館前、老川、粟又瀑布 | 粟又       | 小湊鐵道 | 部分班次只於星期五服務 |
| 養老溪谷站 | 養03 | 養老館前、老川、老川橋   | 筒森       | 小湊鐵道 |                        |
| 養老溪谷站 | 中03 | 養老館前、老川、伊保田   | 中野站     | 小湊鐵道 |                        |
| 養老溪谷站 | 養06 | 養老館前、老川、老川橋   | 大多喜車廠 | 小湊鐵道 | 部分以筒森為終點站     |

## 相鄰車站
小湊鐵道
■小湊鐵道線
■房總里山Torocco
月崎 - 養老溪谷
□觀光急行
月崎 - 養老溪谷－上總中野
■普通
上總大久保－養老溪谷－上總中野

## 軼事
在2021年11月，為配合「房總里山藝術節 市原Art×Mix2020＋」，於島式月台上放置由俄羅斯藝術家里歐尼·堤胥可夫（Leonid Tishkov）製作、一組七個的立體月相，包涵了三日月、上弦月、滿月、下弦月、殘月等，稱為「我的月亮一直在旅行—尋找七個月亮的旅程 終點站」（私の月はいつも旅行中　-7つの月を探す旅 最終駅），作為他為藝術節而在小湊鐵路沿線車站擺放的「尋找七個月亮的旅程」（7つの月を探す旅）的其中一個展品。

### 統計資料
1. ↑  千葉縣統計年鑑（昭和63年） （页面存档备份，存于）（日語）
2. ↑  千葉縣統計年鑑（平成18年） （页面存档备份，存于）（日語）
3. ↑  千葉縣統計年鑑（平成19年） （页面存档备份，存于）（日語）
4. ↑  千葉縣統計年鑑（平成20年） （页面存档备份，存于）（日語）
5. ↑  千葉縣統計年鑑（平成21年） （页面存档备份，存于）（日語）
6. ↑  千葉縣統計年鑑（平成22年） （页面存档备份，存于）（日語）
7. ↑  千葉縣統計年鑑（平成23年） （页面存档备份，存于）（日語）
8. ↑  千葉縣統計年鑑（平成24年） （页面存档备份，存于）（日語）
9. ↑  千葉縣統計年鑑（平成25年） （页面存档备份，存于）（日語）
10. ↑  千葉縣統計年鑑（平成26年） （页面存档备份，存于）（日語）
11. ↑  千葉縣統計年鑑（平成27年） （页面存档备份，存于）（日語）
12. ↑  千葉縣統計年鑑（平成28年） （页面存档备份，存于）（日語）
13. ↑  千葉縣統計年鑑（平成29年） （页面存档备份，存于）（日語）
14. ↑  千葉縣統計年鑑（平成30年） （页面存档备份，存于）（日語）
15. ↑  千葉縣統計年鑑（令和元年） （页面存档备份，存于）（日語）
16. ↑  .   [2025-04-04]. （原始内容存档于2023-07-25）.
17. ↑  千葉縣統計年鑑（令和3年），11 運輸・通信—111民鉄等駅別1日平均運輸状況（2020(令和2)年度）
18. ↑  千葉縣統計年鑑（令和4年），11 運輸・通信—111民鉄等駅別1日平均運輸状況（2021(令和3)年度）
19. ↑  .   [2025-04-04]. （原始内容存档于2025-01-27）.

## 外部連結
- 養老溪谷站 （页面存档备份，存于）（日語） - 小湊鐵道